# Sherin Naiken
Sherin Naiken (sinh ngày 30 tháng 3 năm 1984) là một chuyên gia kinh tế và tài chính người Seychelles. Cô là giám đốc điều hành của Ban Du lịch Seychelles, kể từ ngày 1 tháng 7 năm 2013. Dưới sự lãnh đạo của cô, du lịch của đất nước đã phát triển với các chiến dịch cụ thể nhắm vào các thị trường như Vương quốc Anh.

## Giáo dục và những năm đầu
Naiken sinh ra và lớn lên tại khu hành chính Anse Royale của Mahé, Seychelles, nơi cô hoàn thành các chương trình giáo dục. Cô có bằng Cử nhân Kinh tế và Nghiên cứu Kinh doanh của Đại học Manchester, Vương quốc Anh; và bằng M.Sc về Tài chính của Đại học London.

## Nghề nghiệp
Cô bắt đầu sự nghiệp của mình vào năm 2006 tại Bộ Phát triển Quốc gia với tư cách là một cán bộ công nghiệp trước khi cô vượt qua hàng ngũ nhân viên để trở thành giám đốc xúc tiến đầu tư. Vào tháng 7 năm 2013, cô được bổ nhiệm làm Giám đốc điều hành của Ban Du lịch Seychelles, kế nhiệm Elsia Grandcourt.
Năm 2015, cô vẫn lạc quan về triển vọng du lịch của các hòn đảo, do các cải cách kinh tế của chính phủ cho sự gia tăng của du khách vào đầu năm, đặc biệt là từ Anh và Pháp. Cô cũng liên kết điều này với một nỗ lực tiếp thị được thực hiện dưới sự lãnh đạo của ban du lịch, với chiến dịch "sang trọng trong tầm tay" nhắm đến những vị khách tiềm năng ở Anh. Để tiếp tục thúc đẩy công việc này, cô đã xuất hiện trong các cuộc phỏng vấn với BBC, The Daily Telegraph và CNN.

## Cuộc sống cá nhân
Cô kết hôn với Marco Francis, một doanh nhân và cựu chủ tịch Phòng Thương mại và Công nghiệp Seychelles. Sống cùng nhau, họ đã có hai con.